# برایان هو
برایان ویلیام هو (به انگلیسی: Brian William Haw) (زاده: ۷ ژانویه ۱۹۴۹ - درگذشت: ۱۸ ژوئن ۲۰۱۱) فعال ضد جنگ و صلح طلب انگلیسی 

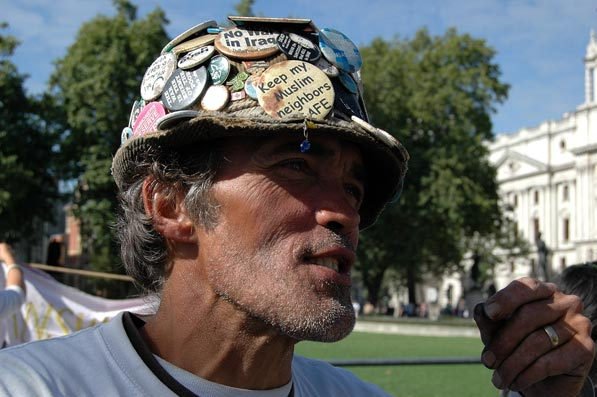

وی به مدت حدود ۱۰ سال از سال ۲۰۰۱ در اعتراض به سیاست دولت‌های انگلیس و آمریکا در حمله به عراق و افغانستان و همچنین علیه جنگ علیه مردم غزه در میدان پارلمان انگلیس چادر زد و در سرما و گرما حضور خود را بعنوان اعتراض به جنگ ادامه داد. «شبکه ۴» تلویزیون انگلستان در سال ۲۰۰۷ لقب «الهام‌بخش‌ترین شخصیت سیاسی سال» را به وی اعطا کرد. 